# Tmetonyx dilatata
Tmetonyx dilatata is een vlokreeftensoort uit de familie van de Uristidae. De wetenschappelijke naam van de soort is voor het eerst geldig gepubliceerd in 1903 door Chevreux.